# Rechte Skrwa
Die Rechte Skrwa (Skrwa Prawa, zu unterscheiden von der Linken Skrwa) ist ein rechter Zufluss der Weichsel in Polen. Sie entspringt bei Płociczno in der Woiwodschaft Masowien, erreicht bald die Woiwodschaft Kujawien-Pommern und fließt in südlicher Richtung, teils in Masowien, teils in Kujawien nahe an Sierpc vorbei. Sie bildet in ihrem Unterlauf teilweise die Grenze zwischen den beiden Woiwodschaften (in Kujawien die des Dobriner Lands). Die Mündung in die Weichsel erfolgt bei Murzynowo rund 12 km unterhalb von Płock. Die Länge des Laufs beträgt 114 km. Das Einzugsgebiet wird mit 1704 km² angegeben. 